# Ute Spering-Fischer
Ute Spering-Fischer (* 11. Juni 1926; † 9. Februar 2019 in Berlin) war eine deutsche Organistin.

## Leben
Ute Spering-Fischer war Meisterschülerin von Fritz Heitmann und wirkte von 1954 bis 1982 als dessen Nachfolgerin als Domorganistin am Berliner Dom. 1982 trat sie aus gesundheitlichen Gründen vorzeitig in den Ruhestand.

## Werke
- Ute Fischer: Die drei Orgeln des Berliner Doms. In: Ars Organi, Heft 19, 1961, S. 450ff.